# The Revolt of Mamie Stover
The Revolt of Mamie Stover (bra: A Descarada; prt: Mulher Rebelde) é um filme estadunidense de 1956, do gênero drama romântico, dirigido por Raoul Walsh, e estrelado por Jane Russell e Richard Egan. O roteiro de Sydney Boehm foi baseado no romance homônimo de 1951, de William Bradford Huie.
A adaptação minimiza a crítica do romance a Hollywood e à indústria cinematográfica.

## Sinopse
Em 1941, a prostituta Mamie Stover (Jane Russell) é pressionada pela polícia a deixar São Francisco. Em um cargueiro com destino a Honolulu, ela conhece Jim Blair (Richard Egan), um escritor de sucesso e o único outro passageiro. Jim se oferece para ajudar Mamie a fazer algo para se sustentar, mas dentro de seus limites. Quando eles atracam em Honolulu, Mamie vê Jim ser recebido por Annalee (Joan Leslie).
Mamie visita uma velha amiga, Jackie Davis, que a apresenta a Bertha Parchman (Jorja Curtright), a mesquinha dona de um salão de dança e bar. Ela logo se torna a atração principal do clube, adquirindo o apelido de Flaming Mamie, após ser contratada.
Depois de conseguir conquistar o amor de Jim e perceber que sua inaptidão para a monogamia compromete seu plano de casar-se com ele, Mamie decide comprar vários estabelecimentos comerciais baratos de proprietários que desejam retornar ao continente e começa a alugá-los para os militares, que foram para a guerra após o ataque a Pearl Harbor. As maiores complicações de Mamie aparecem quando ela percebe que a sociedade conservadora não vai deixar que nada chegue facilmente em suas mãos.

## Elenco
- Jane Russell como Mamie Stover
- Richard Egan como Jim Blair
- Joan Leslie como Annalee Johnson
- Agnes Moorehead como Bertha Parchman
- Jorja Curtright como Jackie Davis
- Michael Pate como Harry Adkins
- Richard Coogan como Capitão Eldon Sumac
- Alan Reed como Capitão Gorecki
- Eddie Firestone como Tarzan
- Jean Willes como Gladys

## Produção
Em maio de 1955, foi relatado que a 20th Century Fox havia comprado os direitos de exibição do romance homônimo de Huie.
O papel de Mamie Stover foi originalmente designado a Marilyn Monroe, mas Marilyn estava tendo problemas com a Fox por causa de negociações de contato, o que a fez recusar muitos papéis oferecidos a ela. O papel acabou sendo oferecido a Jane Russell, cuja escalação foi confirmada e divulgada em novembro de 1955. No entanto, em uma edição de setembro do mesmo ano do The Southeast Missourian, o colunista de fofocas Erskine Johnson relatou que "Jane Russell possui um encontro na Fox para discutir a possibilidade de estrelar The Revolt of Mamie Stover. A versão de livro de bolso vendeu 3.000.000 de cópias, mas terá que haver 3.000 cortes de censura se Mamie chegar às telas".
Outros artigos mencionaram Rita Hayworth e Susan Hayward como candidatas ao papel de Mamie, assim como Lana Turner, mas férias prolongadas a proibiram de aceitar o papel. Joan Leslie foi escalada para co-estrelar a produção em dezembro.
Uma cena de abertura expositiva foi filmada, mas cortada por causa da censura: Em uma esquina em São Francisco, Mamie encontra-se com Howard Sloan, um homem de meia-idade interpretado por Stubby Kaye, mas é então detida pela polícia, que sugere que ela saia da cidade. Um dos policiais é interpretado por Hugh Beaumont, que pode ser visto brevemente na versão finalizada do filme; no início, antes dos créditos e bem no final, quando Mamie retorna para sua cidade natal.
No romance, Mamie Stover é descrita como uma mulher loira, parecida com a atriz Lizabeth Scott. No entanto, o produtor Buddy Adler acreditava que o público ficaria surpreso se Russell, uma das morenas mais famosas de Hollywood, ficasse loira, então ele fez com que Jane se transformasse em uma mulher ruiva. Russell usou uma longa peruca ruiva, mas tingiu seu cabelo curto e escuro de vermelho, junto com suas sobrancelhas.
As filmagens ocorreram parcialmente em locações em Honolulu. O restante das cenas foram filmadas no estúdios internos da Fox. O filme foi a última aparição cinematográfica de Joan Leslie, antes de sua aposentadoria das telas.

## Recepção
Após seu lançamento inicial, "The Revolt of Mamie Stover" recebeu críticas ruins, em sua maioria. A crítica se concentrou em como o filme eliminou o conteúdo original do romance. A manchete da revisão do Los Angeles Times em 7 de maio de 1956 afirmou: "A Revolta de Mamie Stover Suprimida Pelos Censores". Bosley Crowther, em sua crítica para o The New York Times, escreveu uma crítica contundente e fez referência à campanha publicitária do filme, que indagava: "Por que Mamie deixou São Francisco?" Ele escreveu: "Se você quer saber por que Mamie Stover teve que deixar São Francisco, terá que perguntar a alguém que não seja este crítico, que não obteve a resposta no filme ..."
O colunista de fofocas Walter Winchell tentou suavizar os golpes críticos em sua coluna sindicalizada: "The Revolt of Mamie Stover, consideravelmente idêntico ao livro, é um filme mais divertido do que as críticas indicaram. Richard Egan é um ator revigorante. Jane Russell e Agnes Moorehead são as outras razões pelas quais [o filme] funciona". Photoplay, em sua análise, deu 3/4 estrelas, e escreveu: "Jane Russell faz um trabalho animado em uma história que tem aspectos cafonas e realistas", e concluiu: "Algumas canções alegres animam o processo desagradável".
Os críticos contemporâneos reavaliaram o filme como um todo, seu diretor e também a atuação de Jane Russell. O historiador de cinema italiano Ermanno Comuzio escreveu em 1982: "A história dessa 'mulher rebelde' é 'explosiva'". Jane Russell encarna perfeitamente uma personagem feminina incomum com ombros largos de lutadora. Ela é o equivalente feminino do herói implacável e conquistador que quer carregar o mundo em seu punho ... The Revolt of Mamie Stover é um filme nada convencional, típico do último período de Walsh, quando ele tinha ainda menos paciência com a burocracia e era mais explícito em seu discurso, mais focado em suas filmagens, assim como no desmantelamento dos mecanismos internos da filmagem mais típica e padronizada de Hollywood, e também de seu próprio cinema".
O cineasta Peter Bogdanovich escreveu em 1965: "Muito bom ... história fascinante, contada de forma ambígua, de uma prostituta durona e extravagante, sua expulsão de São Francisco, seu caso com um escritor 'respeitável', sua ascensão à riqueza na guerra do Havaí. Muito habilmente escrito e tocado para evitar os censores, mas claro em seus significados e na falta de regeneração de Mamie. Elenco perfeito com Jane Russell e Richard Egan, dirigido com vigor e espírito típico de Walsh; um estudo divertido e devastador de personagens, com Russell olhando para a câmera no começo (ao contrário do final como em Monika, de Bergman), desafiando o espectador a julgá-la".
Gary Tooze, escrevendo uma resenha do lançamento em Blu-ray do filme para o site DVDBeaver, disse: "The Revolt of Mamie Stover tem temas adultos, empoderamento feminino, guerra e romance. [O filme] oferece uma performance impressionante e dura de Russell. Eu amo o visual exótico do filme, figurinos extravagantes e gêneros mistos".

### Bilheteria
Em sua lista dos 100 maiores sucessos de bilheteria de 1956, a revista Variety classificou "The Revolt of Mamie Stover" em 44.º lugar, com uma bilheteria nacional de US$ 2 milhões. A edição de 18 de junho de 1956 da revista Time classificou o filme em 3.º lugar como um dos "filmes mais populares e bem-sucedidos nos Estados Unidos no mês passado, de acordo com a ficha comercial da Variety", ficando atrás de "O Homem Que Sabia Demais" e "The Man in the Gray Flannel Suit", respectivamente.
A colunista de fofocas Hedda Hopper escreveu: "Desde o sucesso de 'Mamie Stover', Buddy Adler contratou Raoul Walsh para mais três filmes na 20th Century Fox, e está tentando comprar um dos compromissos de Jane Russell de Howard Hughes para que ele possa estrelar Jane em um musical romântico". Os próximos três filmes de Raoul Walsh para a 20th Century Fox foram "The Sheriff of Fractured Jaw" (1958); "A Private's Affair" (1959) e "Ester e o Rei" (1960). Ele fez mais um filme para a Fox, "Marines, Let's Go", lançado em 1961. Aparentemente, Adler não conseguiu fechar um acordo com Hughes pelos serviços de Russell. Jane não apareceria em um filme da Fox até "Fate Is the Hunter" (1964), e seu papel foi uma participação especial como ela mesma.
Marilyn Ann Moss em sua biografia intitulada "Raoul Walsh: The True Adventures of Hollywood's Legendary Director", escreveu: "Mamie Stover teve uma boa bilheteria e depois conquistou muitos seguidores internacionais".

## Trilha sonora

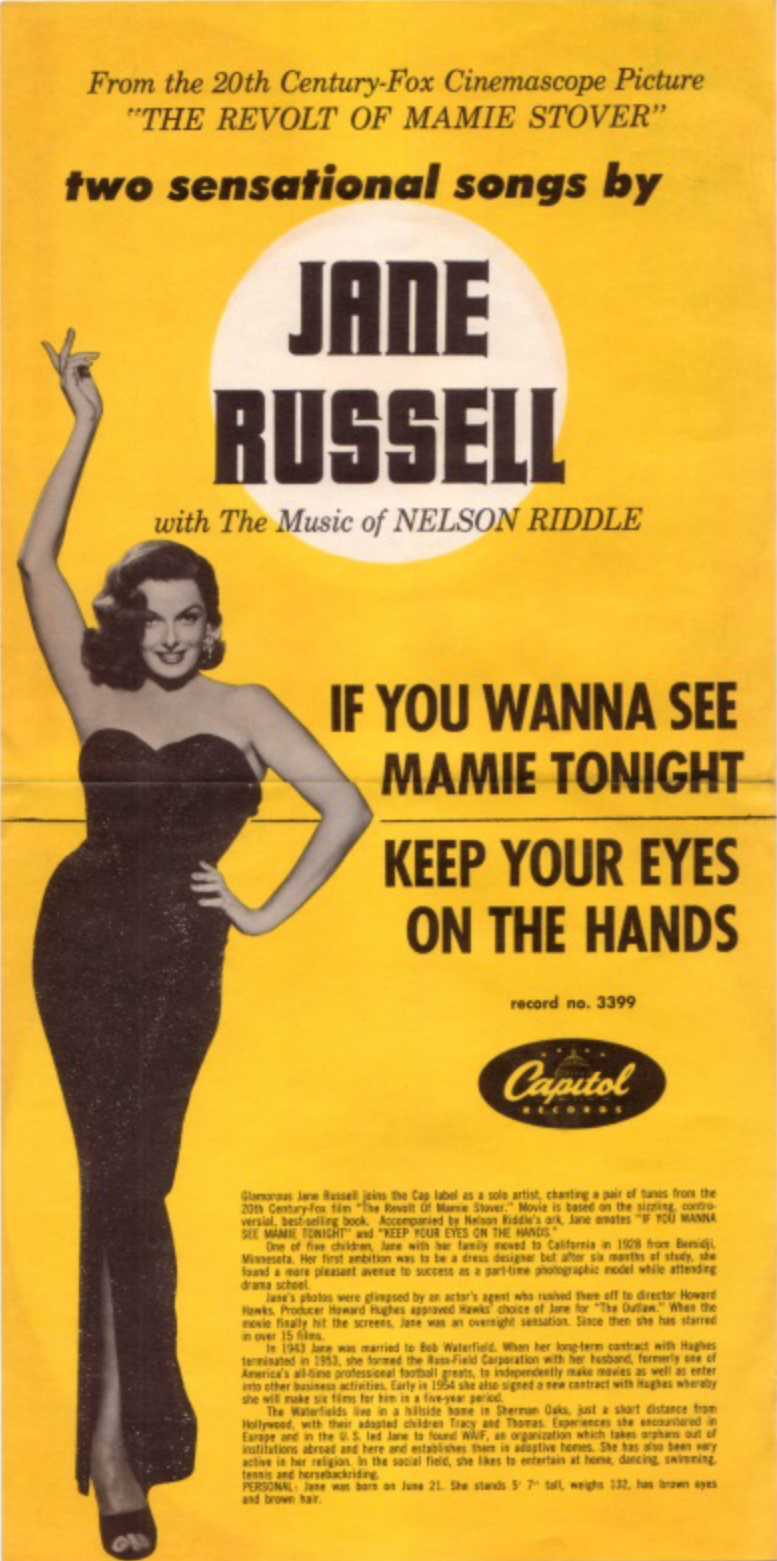

Em maio de 1956, a RCA Records lançou "If You Wanna See Mamie Tonight", cantada pelo The Ames Brothers, e escrita por Paul Francis Webster e Sammy Fain, como o lado B de "It Only Hurts for a Little While". A canção alcançou a posição #89 nas paradas da Billboard. Também em maio de 1956, a Capitol Records lançou duas canções do filme: "Keep Your Eyes on the Hands", por Tony Tordaro e Mary Johnston; e "If You Wanna See Mamie Tonight", com Jane Russell realizando os vocais apoiados pela Orquestra Nelson Riddle.
Em 2006, a Intrada Records, selo independente, lançou um CD da trilha sonora de Hugo Friedhofer para "The Revolt of Mamie Stover" junto com a trilha sonora de David Raksin para "Hilda Crane" (1956), outro filme da 20th Century Fox. O CD não está mais disponível.

## Mídia doméstica
Não foi até 17 de julho de 2018 que o filme recebeu seu primeiro lançamento em mídia doméstica nos Estados Unidos. A loja de vídeos Twilight Time lançou uma versão limitada (3.000 unidades) do disco Blu-ray. A versão lançada foi uma restauração em 4K, que renovou o interesse do público pelo filme.